# Alberta Government Telephones
Pour les articles homonymes, voir AGT.
Alberta Government Telephones (AGT) était l'entreprise de services locaux titulaire desservant la majeure partie de la province de l'Alberta (Canada) de 1906 à 1991.
La compagnie a été formée par le gouvernement libéral d'Alexander Cameron Rutherford en 1906 pour acquérir et améliorer les opérations des différentes compagnies de téléphones qui offraient alors des services limitées et insatisfaisantes pour les trafics croissants. Les activités de la compagnie ont commencépar l'acquisition par le gouvernement de plusieurs compagnies de téléphone indépendantes. Puis, en 1908, Alberta Government Telephones a acquis les activités de la Bell Telephone Company (aujourd'hui appelé Bell Canada) en Alberta, pour 675 000 $. La compagnie a finalement desservi presque tous les clients des services téléphoniques de l’Alberta, à l’extérieur de la région d'Edmonton, où le service téléphonique était géré par EdTel, une compagnie appartenant au gouvernement municipal de la ville d'Edmonton. En vertu d'un contrat entre EdTel et Alberta Government Telephones, les appels inteerurbains des clients d'EdTel était acheminés par Alberta Government Telephones qui versait une partie des revenus générés par ces appels à EdTel.
Alberta Government Telephones a été gérée par le ministère des Travaux publics de la province en tant que service public jusqu'en 1958, date à laquelle elle est devenue une société d'État,. De 1945 à 1960, la société a opéré la station de radio éducative de la province, CKUA (en).
En 1969, la compagnie a construit ce qui était alors le plus haut gratte-ciel d'Edmonton pour y loger son siège social.
Des tensions ont éclaté entre AGT et EdTel au début des années 80, car EdTel voulait plus de revenus pour les appels interurbains qu'il acheminait à AGT. Pour forcer AGT à négocier, EdTel a brouillé les disques de facturation de sorte qu'AGT ne puisse pas facturer les appels correctement. AGT a répondu en redirigeant les appels provenant d'EdTel vers d'autres opérateurs, qui ont devaient demander aux clients le numéro qu'ils appelaient. Par la suite, les compagnies sont convenues d'un arrangement satisfaisant pour les deux parties.
En 1990, le gouvernement de l'Alberta a entamé le processus de privatisation de la compagnie et a créé Telus Communications en tant que société de portefeuille pour faciliter la transition. En 1991, la province de l’Alberta a vendu à Telus sa participation restante dans Alberta Government Telephones pour 870 millions de dollars. Telus a acquis Edmonton Telephones Corporation (Ed Tel) de la ville d'Edmonton en 1995 ; Ed Tel n'avait été créé que cinq ans plus tôt par la réorganisation d'un département de la ville. En 1996, les marques AGT et Ed Tel ont été retirées au profit de la marque Telus.
Dans les années 1990, Alberta Government Telephones a participé à l'Alliance Stentor avec les autres entreprises de services locaux titulaires canadiennes.
Telus a fusionné avec la BC Tel en 1999 pour former le Telus actuel,.